# Inés de Bobadilla
Pour les articles homonymes, voir Bobadilla (homonymie).
Inés de Bobadilla parfois Isabel de Bobadilla (?-1543) était la fille de Pedro Arias Dávila (1440? - 1531) et de Isabel de Bobadilla. Elle épousa, en 1537, Hernando de Soto qui fut alors nommé gouverneur de Cuba et Adelantado de Florida. Son époux quittant Cuba lors de son expédition d'exploration de la Floride de 1539 à 1543, elle devint la première et la seule femme gouverneur de Cuba. Le Castillo de la Real Fuerza (construit en 1558) à Cuba porte sur sa tour de guet une statue représentant une femme, La Giraldilla. Bien qu'aucune source ne permette de l'affirmer, on suggère souvent qu'elle y fut placée pour honorer Inès de Bobadilla dont on raconte que tous les jours, elle guettait au loin le retour de son mari.